# Las ballenas de agosto
The Whales of August (Las ballenas de agosto), es una película estadounidense de drama.
Fue dirigida por Lindsay Anderson, estrenada en 1987 y protagonizada por Bette Davis y Lillian Gish. Está basada en la pieza teatral de David Berry.

## Sinopsis
Es agosto, y como la mayoría de los veranos, las hermanas viudas mayores Libby Strong (Bette Davis) y Sarah Webber (Lillian Gish), que viven en Filadelfia, se quedan juntas en la cabaña de verano de la familia en una isla frente a la costa de Maine. La cabaña, que ahora pertenece a Sarah, ha estado en su familia la mayor parte de sus vidas, fue el lugar para vacacionar en verano de la familia desde Filadelfia cuando eran más jóvenes. Los alrededores les hacen recordar su relación como mujeres jóvenes y los veranos que habían disfrutado allí en el pasado. Ambas reflexionan sobre el paso del tiempo y la amargura, los celos y los malentendidos que lentamente las infectaron a lo largo de los años y les impidieron establecer una verdadera cercanía en su relación. Libby es la más enferma de las dos hermanas. Está perdiendo la vista y su naturaleza se ha vuelto amarga y fría. Sarah es más suave y tolerante, con la intención de consentir y procurar a su hermana, tratando de romper el abismo que ha crecido entre ellas. El resentimiento que Libby muestra tan claramente hacia ella sofoca cada intento de Sarah de mantener una relación amistosa con ella, por lo que Sarah se aleja poco a poco de su hermana.
Hay algunas personas que han sido amigas o conocidas en la isla, incluidos Joshua Brackett (Harry Carey Jr.), el conserje del vecindario y Tisha (Ann Sothern), una vivaz amiga de toda la vida que proporciona sentido común, diversión y risas, y es el catalizador de algunas de las conversaciones y revelaciones de las hermanas. Alguien nuevo entra el círculo social de Sarah: es el Sr. Maranov (Vincent Price), un ex aristócrata ruso. Su estancia en la isla se ve amenazada cuando su casera, Hilda Partridge, fallece. 
Sarah y Libby se han dado cuenta de que están en el crepúsculo de sus vidas. Sarah todavía se mantiene ocupada, pero Libby está cada vez más irritante y amargada. Sarah sabe que ya no puede cuidar a Libby, por lo que tiene que tomar una decisión.

## Reparto
| Actor            | Personaje       |
| ---------------- | --------------- |
| Bette Davis      | Libby Strong    |
| Lillian Gish     | Sarah Webber    |
| Vincent Price    | Sr. Maranov     |
| Ann Sothern      | Tisha Doughty   |
| Harry Carey Jr.  | Joshua Brackett |
| Frank Grimes     | Sr. Beckwitt    |
| Margaret Ladd    | Libby (joven)   |
| Mary Steenburgen | Sarah (joven)   |
| Tisha Sterling   | Tisha (joven)   |

## Producción
El productor de la película, Mike Kaplan, vio la obra interpretada por la Trinity Repertory Company mientras visitaba Rhode Island por negocios familiares. Kaplan, que había conocido a Lillian Gish muchos años antes cuando era publicista en The Comedians (1967), decidió de inmediato que el papel de Sarah Webber era un papel que introduciría a las nuevas generaciones de cinéfilos al gran talento de la "Primera Dama del Cine Estadounidense", que había comenzado su carrera cinematográfica en 1912. Esta sería la última actuación de Gish, de 93 años. Ella murió en 1993, menos de seis años después del estreno de la película.
A diferencia de la producción teatral original, la película hizo posible mostrar a las estrellas de la misma edad que los personajes. Se contactó con actores y actrices de cierta edad y estatura para ver si estaban interesados y físicamente capaces de interpretar los papeles. La producción se acercó a muchos grandes de la pantalla para que interpretaran un papel, pero objetaron porque sufrían de diversas enfermedades, entre ellas a, Barbara Stanwyck y Fred Astaire, entre otros. Gish y Davis estaban algo enfermas: Davis se había recuperado recientemente de varios accidentes cerebrovasculares que inhibían el movimiento del lado izquierdo de su cuerpo, y Gish tenía problemas severos de audición. Otros grandes actores rechazaron la oferta por otras razones, incluyendo a Joel McCrea y Katharine Hepburn. Incluso Davis y Gish rechazaron la película más de una vez antes de ser persuadidas para protagonizar la película.
Esta película marca un reencuentro entre Bette Davis y Vincent Price después de 48 años, habiendo aparecido por última vez en la pantalla juntos en The Private Lives of Elizabeth and Essex (1939).
Gish y Davis no se llevaron bien durante el rodaje. Davis exigió el primer crédito de la película, un acto de agresión comercial que Gish encontró espantoso. Gish comentó: "Oh cielos, no puedo lidiar con ese tipo de cosas. No me importa lo que hagan con mi nombre. Es el trabajo que amo, no la gloria". Davis obtuvo el crédito en pantall un poco más a la izquierda, lo que se consideró óptimo, con el nombre de Gish ligeramente más alto. Gish recordó que Davis rara vez le hablaba o la miraba, excepto cuando el guion lo requería. Aunque Gish estaba incomoda, simpatizaba debido a la enfermedad de Davis. "¡Esa cara! ¿Alguna vez has visto una cara tan trágica? ¡Pobre mujer! ¡Cómo debe estar sufriendo! No creo que sea correcto juzgar a una persona así. Debemos soportar y soportar". Por su parte, Davis estaba frustrada porque Gish había perdido su audición: "La señorita Gish era sorda como una piedra. No podría haber escuchado los diálogos si las hubiera gritado a través de un megáfono". Sin embargo, Gish admitió que en realidad tenía pocos problemas para escuchar sus diálogos, pero inventó una versión sutil de su falta de audición debido al maltrato de Davis. Cuando Davis decía una línea, Gish a menudo se quedaba perpleja y gentilmente protestaba: "Simplemente no puedo escuchar lo que está diciendo". Con esto hacía enfurecer a Davis. Lindsay Anderson (el director) repetiría la línea de Davis con una voz sonora, y Gish instantáneamente captaba su señal y continuaría la escena. 
David Berry, el autor de la obra, Lindsay Anderson, el director de fotografía, un explorador de locaciones y Kaplan viajaron en taxi acuático a varias islas en Casco Bay en busca de un lugar que ofreciera el ambiente necesario y las vistas del océano para la película. Al final, la película se filmó en Cliff Island, a pocos kilómetros del sitio de la cabaña familiar de Berry en Peaks Island donde, de hecho, se crearon los personajes y la historia. El estreno de la película en la ciudad de Nueva York fue el 14 de octubre de 1987, en el cumpleaños 94 de Gish, fue seguido unas semanas después por un estreno en Portland, Maine, al que asistieron Berry y Kaplan.

## Recepción
Las críticas de Las ballenas de agosto fueron generalmente a positivas. La trama y el guion fueron vistos como decepcionantes, y su mayor calidad redentora fueron las actuaciones de Gish, Davis y Sothern. En Rotten Tomatoes, de 10 críticos, el 60% de ellos le dio a la película una crítica positiva.
Aunque la película fue protagonizada por dos actrices importantes, en lo pudieron haber sido sus papeles finales, no fue un éxito comercial sustancial a nivel nacional. Tras su lanzamiento, se informó ampliamente que Davis o Gish serían recompensados, si no fuera por sus actuaciones en esta película, sino por su longevidad, con nominaciones al Premio Óscar , pero ninguna de las actrices fue nominada. Sothern recibió la única nominación al Óscar de su carrera como Mejor Actriz de Reparto, y Gish recibió el Premio de la Junta Nacional de Revisión a la Mejor Actriz. 
La película demostró ser inmensamente popular en Tokio, exhibiéndose durante un año completo allí. David Berry autorizó varias producciones teatrales en Japón después de que la película se estrenó en Tokio en 1987, la más reciente en 2005. Las producciones teatrales autorizadas se han presentado en el extranjero en varios países, incluidos Rusia, Grecia y Gran Bretaña.